# Cabera insulata
Cabera insulata är en fjärilsart som beskrevs av Inoue 1958. Cabera insulata ingår i släktet Cabera och familjen mätare. Inga underarter finns listade i Catalogue of Life.